# Кличевачки идол
Кличевачки идол представља фигуру паганског божанства из бронзаног доба, израђену од црне глине, пронађену у селу Кличевац поред Пожаревца, 1881. године.

## Опис артефакта
Кличевачки идол представља женску фигуру црне боје, израђену од иловаче. Висока је 34цм а 17цм широка. Приказује женску фигуру у карактеристичној ношњи са пљоснатом капом на глави и врло истакнутим појасом богато украшен, док је сукња звонасто раширена и украшена.
Кличевачки идол нађен је у једном гробу поред урне са пепелом покојника, у гроб су стављени разни дарови који ће покојнику у загробном животу бити потребни,  по тадашњим обичајима.
Оваквих гробова је пронађен приличан број у Кличевцу. Цело данашње село се изгледа протеже на месту где је у праисторијско доба постојало насеље са гробљем.
Велики је значај кличевачког идола за науку, прво зато што је био први примерак своје врсте који је постао познат праисторијској археологији на нашем простору. Касније су нађени слични примерци у Вршца и у Банатском Подунављу.
Симбол кличевачког идола налази се на грбу града Пожаревца.

## Врста артефакта
Кличевчки идол је паганско божанство из бронзаног доба, и свакако представља женско божанство. Величином и квалитетом израде превазилази већину осталих фигура и пружа занимљиве податке о веровању људи бронзаног доба.

## Историјски период артефакта
Кличевачки идол припада периоду бронзаног доба када је у Подунављу и Банату живела посебна културна група коју, по главним налазиштима из Дубовца и Жутог брда код села Усија, називамо дубовачко-жутобрдска култура. Обухвата период од  1500.--1000. п. н. е. и то, највероватније у другој половини наведеног раздобља.

## Тренутна локација артефакта
Оригинални примерак је уништен током аустријског бомбардовања Београда у време Првог светског рата, када је разорена зграда Народног музеја у Београду у којој је био чуван. Од делова кличевачког идола преосталих након бомбардовања Београда, Кличевачки идол је рестауриран и изложен је у Народном музеју у Београду.